# Lysimachia radicans
Lysimachia radicans là một loài thực vật có hoa trong họ Anh thảo. Loài này được Hook. mô tả khoa học đầu tiên năm 1836.